# Coquin de sort (film, 1933)
Pour plus de détails, voir Fiche technique et Distribution.
Coquin de sort est un film français réalisé par André Pellenc, sorti en 1933.

## Fiche technique
- Titre : Coquin de sort
- Réalisation : André Pellenc
- Scénario : Jean Blanchon
- Photographie : Albert Brès et Pierre Ringel
- Montage : Marthe Bassi
- Musique : Lionel Cazaux et Pierre Guillermin
- Société de production : Les Productions Jean Blanchon
- Pays d'origine :  France
- Format : noir et blanc
- Genre : comédie
- Durée : 46 minutes
- Date de sortie : 3 novembre 1933

## Distribution
- Alice Tissot : Mme Leduc
- André Berley : M. Leduc
- Nadine Picard : Odette Desroses
- Jeanne Fusier-Gir : Hortense Vouzon
- Max Lerel
- Janine Merrey
- Georges Paulais
- Robert Le Vigan